# Isabel Godin des Odonais
Isabel Godin des Odonais, parfois dénommée Doña Isabel dans la littérature moderne, née en 1728 à Guayaquil, vice-royauté du Pérou, aujourd'hui en Équateur, et morte le 28 septembre 1792 à Saint-Amand-Montrond, (France), est la première femme à traverser l'Amazonie de bout en bout.
En 1749, son mari, Jean Godin des Odonais, quitte leur domicile de Riobamba, sur le territoire sud-américain de l'Empire espagnol, pour un voyage en Guyane française. En raison de sa nationalité française, les autorités espagnoles et portugaises lui interdisent de rentrer chez lui. 
Vingt ans plus tard, elle organise une expédition de quarante-deux personnes qui doit parcourir près de 4 830 km dans le bassin amazonien pour rejoindre un bateau envoyé par son mari, en Guyane française. L'expédition est décimée sur le parcours et elle est la seule à parvenir à destination, n'ayant jamais fait marche arrière. Elle retrouve son mari finalement en 1770 puis partent en France ensemble
Son long voyage de l'Équateur actuel à l'embouchure de l'Amazone n'a pas son égal dans l'histoire de l'Amérique du Sud. Son histoire, tenant à la fois du mythe et de la réalité, a été souvent reprise, et a notamment répandu des idées fausses sur les dangers de la forêt tropicale humide..

## Biographie

### Naissance et jeunesse

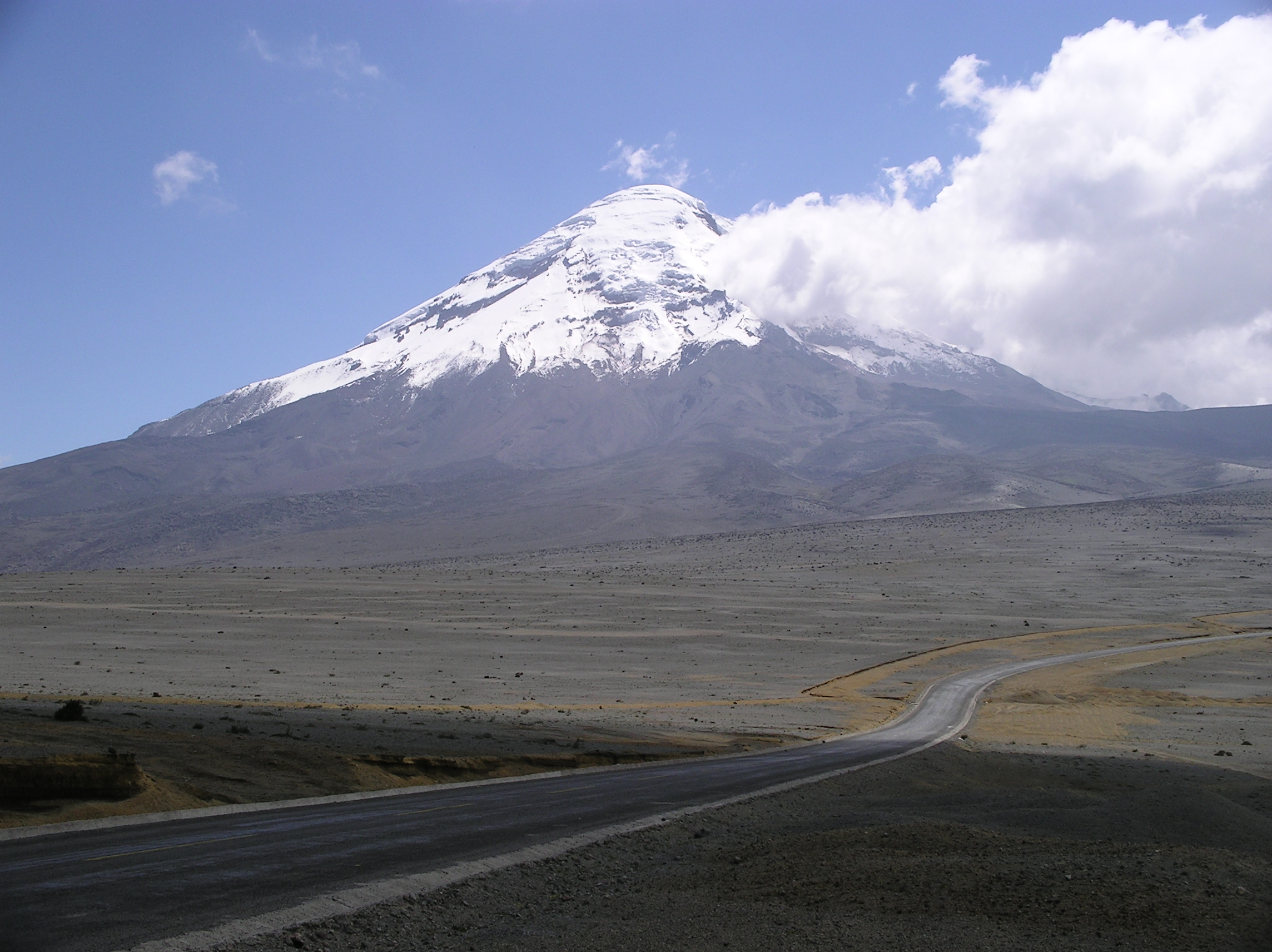
Le Chimborazo, point culminant de l'Équateur, qui surplombe Riobamba.

Isabel Godin des Odonais, née Gramesón, est la fille du vice roi Don Pedro Gramesón y Bruno, administrateur à Riobamba, ville coloniale de la Vice-Royauté du Pérou. Elle reçut une bonne éducation ; elle parlait couramment l'espagnol, le français et le quechua et connaissait le quipu, méthode de comptabilité inca fondée sur l'usage de cordelettes nouées.

### Rencontre et mariage
Jean Godin des Odonais était un cartographe français qui participa à la première expédition géodésique de l'Histoire à destination de l'équateur. L'équipe scientifique travailla dans la région de Quito de 1735 à 1744, période pendant laquelle Jean et Isabel se rencontrèrent.
Ils se marièrent le 27 décembre 1741 alors qu'Isabel n'était âgée que de quatorze ans et Jean 28 et s'installent à Riobamba sur le territoire de la vice-royauté du Pérou alors sous domination coloniale espagnole.

### Séparation

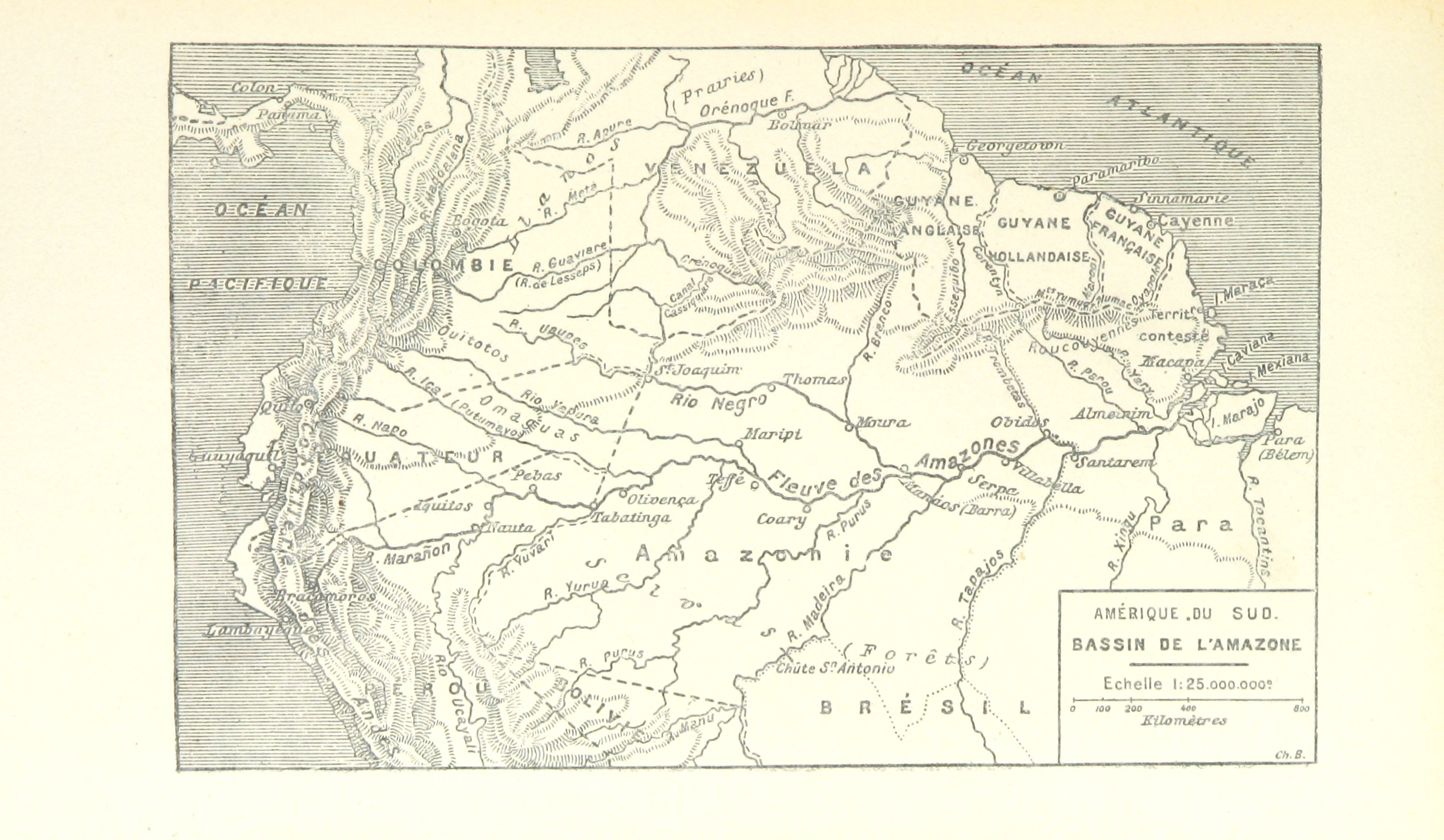
Carte des années 1880, où l'on voit Cayenne. Riobamba est à placer directement au sud de Quito.

Jean décide en 1743  d'accompagner La Condamine dans sa nouvelle expédition. Il retarde son départ pour être avec Isabel pendant sa grossesse. Quand il apprend la mort de son père en mars 1749, il décide de retourner en France avec sa famille. Il fait le projet de voyager seul jusqu'à Cayenne, en Guyane française, en passant par l'Amazone pour voir si sa famille pouvait faire le voyage sans danger et pour prendre les dispositions nécessaires auprès des autorités françaises.
À son arrivée à Cayenne, Godin se rend compte que les autorités coloniales portugaises et espagnoles ne le laisseraient pas lui, un simple français sans importance, retraverser leurs territoires. Ne voulant pas rentrer en France sans sa famille, il est contraint de rester en Guyane et envoie sans cesse des plaidoyers en Europe pour obtenir l'autorisation de rentrer à Riobamba. Finalement, La Condamine écrit pour Godin au roi Joseph Ier du Portugal, qui souhaite se rapprocher de la France en raison de changements politiques. En 1765, le roi ordonna à une galiote de trente rameurs de ramener Godin à sa femme. Cependant, Godin quitte le navire au premier port qu'il touche. Il est possible qu'il se soit méfié comme il avait écrit des lettres incendiaires à l'encontre des Portugais. Le capitaine de la galiote continue à remonter le fleuve sans lui pour aller chercher la femme du Français suivant l'ordre du roi.
Pendant la plus grande partie de leurs vingt ans de séparation, Isabel ne reçoit pas de nouvelles de son mari et doit affronter la mort de sa fille emportée par la petite vérole. Elle déménage dans la localité plus petite de Guzman. Quand des rumeurs lui parviennent qu'un navire l'attendait pour lui faire descendre l'Amazone, elle envoie son domestique Joachim et une poignée d'autochtones pour en savoir plus. L'expédition revient deux ans après avoir trouvé le bateau qui attend, quatre ans après son départ initial. Le père d'Isabel, Don Pedro, part prendre des arrangements avec le capitaine du navire et y attendre sa fille.

### Le périple d'Isabel

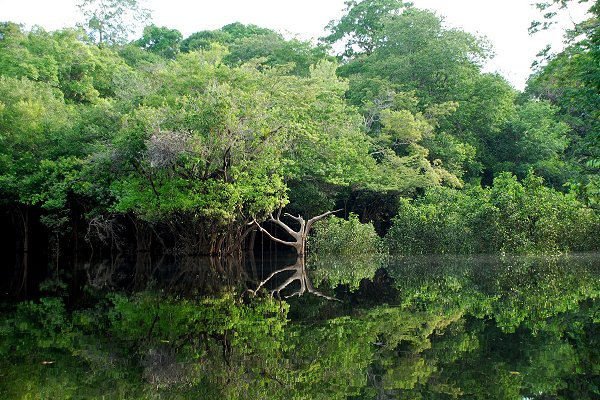
L'Amazonie, forêt immense qu'a traversée Isabel Godin.

Le 1er octobre 1769, un groupe de quarante-deux personnes part vers le navire : Isabel transportée dans une chaise à porteurs par des autochtones, ses deux frères Juan et Antonio Gramesón, son neveu Martin (âgé de six ou sept ans), un esclave de son frère, nommé Juachin et un autre serviteur noir appelé Pedro, une bonne nommé et Tomasa et une orpheline ainsi qu'un médecin français, Jean Roche, son aide, Philippe Baugé et son serviteur nommé Antonio, trente et un Amérindiens et trois Français. Les conditions du trajet à travers la cordillère des Andes et le bassin amazonien sont ardues en temps normal, et les ravages d'une récente épidémie de petite vérole autour de la mission de Canelos (aujourd'hui dans la province de Pastaza) privent l'expédition d'une aide précieuse neuf jours après son départ. La variole a sans doute été apportée là par le groupe du père d'Isabel, Don Pedro. Le village a été incendié pour éviter la propagation de la maladie. Les 31 porteurs autochtones s'enfuient alors en abandonnant l'expédition. Le groupe composé de 9 personnes trouve cenpendant deux survivants autochtones qui acceptent contre paiement de l'intégralité de leur salaire de construire une pirogue d'environ 12 m et de les accompagner le long de la descente du fleuve Bobonaza (en). Les deux autochtones savent naviguer pour éviter les rapides du fleuves, mais ils les abandonnent le troisième jour de l'expédition.
La navigation sur le fleuve s'avéra difficile, car le canot n'était pas manœuvrable. Les Amérindiens de Canelos désertèrent, et un autre membre de l'expédition se noya en tentant de repêcher le chapeau de l'un des Français. Le canot alourdi par le ravitaillement, le groupe installa un campement et envoya Joachim et un Français en éclaireurs dans le canot pour qu'ils reviennent avec plus de moyens de transport. Dans l'attente de leur retour, les autres commencèrent à souffrir de l'infection de piqures d'insectes, ce qui tua Joaquin, puis Rosa et Elvia, les Français restants et les frères d'Isabel. Héloïse s'éloigna en pleine nuit, on ne la revit plus. Ses compagnons morts, Isabel se retrouva seule à errer dans la jungle. Jean Rochat, un médecin français explique dans une lettre qu'ils ne peuvent pas faire demi tour car il est impossible de remonter les rapides de la rivières et ils ne connaissent pas le chemin dans la forêt. La pirogue finit par chavirer, et le groupe arrive tant bien que mal à regagner la rive en s'accrochant à l'embarcation. Jean Rochat propose de prendre la pirogue, plus facile à manoeuvrer avec moins de monde à bord, avec son esclave pour aller chercher des secours au prochain village, Andoas. Isabel qui se méfie de Rochat, exige que Joaquim les accompagne. Trois semaines après le départ de la pirongue, les secours ne sont toujours pas là, et le groupe entreprend d'essayer de rejoindre le village à pied, après avoir tenté de construire un radeau qui se retourne dès le départ, leur faisant perdre leurs dernières provisions. Toutes les personnes du groupe meurent peu à peu, et Isabel se retrouve seule.
Les trois hommes ont atteint le village au bout d'une semaine, mais Jean Rochat ne tient pas sa promesse et ne prend aucune dispositions pour envoyer des secours à l'expédition. Joachim, qui est un esclave, n'a pas la réputation de Jean Rochat pour entreprendre une telle expédition rapidement. Quand il revient au campement, Joachim ne trouve que les cadavres des voyageurs décédés. Ne pouvant identifier le corps d'Isabel, il avise Don Pedro de sa mort, nouvelle qui parvient par la suite à Jean Godin. Jean Rochat lui reprend les derniers biens précieux de sa patronne et part avec. Isabel continue de marcher seule et affamée durant neuf jours. Elle rencontre quatre autochtones qui la soigne et l'aident à rejoindre Andoas. Elle donne des bijoux d'or aux autochtones pour les remercier, mais l'or est confisqué par le prêtre de la misison. Elle repart du village en pirogue aussitôt, furieuse de ce geste, mais ne s'y oppose pas. Elle atteint finalement la galiote, qui l'attend toujours avec son père à bord. L'histoire de son périple incroyable se répand rapidement, et Isabel reçoit un accueil de plus en plus chaleureux à mesure qu'elle descendait le fleuve.
Isabel Godin des Odonais devient avec ce périple la première femme à traverser l'Amazonie de bout en bout sur 4830 kilomètres.

### Les retrouvailles
Le 22 juillet 1770, Isabel et Jean se retrouvèrent dans la ville d'Oiapoque située sur la rive brésilienne du fleuve éponyme, qui marque la frontière entre la France et le Brésil, après dix-neuf années de séparation. Ils restèrent à Cayenne quelques années. Le 21 avril 1773, Isabel, son mari et son père décidèrent de quitter la Guyane et de rejoindre la France. Don Pedro, ayant été très perturbé par les événements qui les avaient amenés en France, mourut le 28 novembre 1780. Jean Godin décéda dans leur demeure de la rue Hôtel-Dieu à Saint-Amand-Montrond (département du Cher) le 1er mars 1792. Isabel y mourut le 27 septembre de la même année.

## Historiographie
Le périple d'Isabelle Godin est relaté par son mari dans une lettre.Il y donne des informations sur toutes les personnes qui l'ont accompagnées, et regorge d'informations sur la société amazonienne, sa flore et sa faune. La lettre est emblématique par ses prises de positions et ses préjugés et par le fait que pour pouvoir être publiée, cette histoire de l'épopée d'une femme exploratrice devait l'être par un homme pour être prise au sérieux au XVIIIe siècle.
Les Godins racontent également leur histoire dans les salons  de Cayenne et de Paris, et contribuent à propager le mythe d'une forêt amazonienne dangereuse,.

## Hommages et postérité
En 2020 l'écologiste et écrivaine Laura Marsh réalise le documentaire Across the Amazons. Marsh a passé des années à explorer l'Amazonie à la recherche de nouvelles espèces de primates.
réalisatrice et co-fondatrice du Global Conservation Institute à Santa Fe réalise un film retraçant le périple d'Iisabel Godin.

### Productions artistiques
- La Naufragée des Amazones, récit de son mari Jean Godin des Odonnais, 1775[18]
- Searching for Isabel Godin, roman de Celia Wakefield, Chicago Review Press, 1995
- Die Liebe der Isabel Godin, roman de Peter Baumann, 2003
- D'Amour et d'Amazone : l'épopée d'Isabel Godin (1728-1792), roman d'Anthony Smith, 2006[19]
- L'Attendue, bande dessinée de Winoc, 2011[20]
- Isable des Odonais, roman historique de Lou Charnon-Deutsch, 2019
- Conte pour enfants publié sur Internet, sur https://www.rejectedprincesses.com/princesses/isabel-godin-des-odonais

### Associations et mémoire
Basée à Saint-Amand-Montrond, l'association Saint-Amand-Montrond-Riobamba se propose d'entretenir et d'étayer l'histoire et la mémoire d'Isabel et de son mari. La bibliothèque de la ville se nomme par ailleurs Isabel-Godin en son honneur.

### Figure féministe
Du fait de son histoire, Isabel Godin est devenue une icône du féminisme,.

#### Bases de données et dictionnaires
- Notice dans un dictionnaire ou une encyclopédie généraliste :   - Diccionario Biográfico Español
- Notices d'autorité :   - VIAF
  - ISNI
  - BnF (données)
  - IdRef
  - LCCN
  - GND
  - Espagne
  - Pays-Bas
  - Grèce